# Maryam Goormaghtigh
Maryam Goormaghtigh est une réalisatrice suisse née à Genève en 1982.

## Biographie
Née d'un père franco-belge et d'une mère d'origine iranienne, Maryam Goormaghtigh a acquis la nationalité suisse.
Elle a étudié à l'INSAS, puis a réalisé plusieurs courts métrages et des épisodes de séries pour la télévision.
Son premier long métrage, Avant la fin de l'été, a été présenté au Festival de Cannes en 2017 dans le cadre de la programmation de l'ACID,.

## Filmographie

### Courts métrages
- 2005 : Les Tendres Plaintes
- 2006 : Bibeleskaes (coréalisateur : Blaise Harrison)
- 2009 : Le Fantôme de Jenny M
- 2012 : Vol au Panthéon

### Long métrage
- 2017 : Avant la fin de l'été